# TPV Technology
TPV Technology (冠捷科技) — китайский производитель компьютерных мониторов, плоских телевизоров, планшетных компьютеров и компьютерных комплектующих. Выпускает продукцию под собственными брендами AOC и Envision, а также под брендом Philips. Штаб-квартира расположена в Гонконге, официально компания зарегистрирована в Гамильтоне.

## История
Компания основана в 1967 году как Top Victory Electronics, с 1999 года котировалась на Гонконгской и Сингапурской фондовых биржах. TPV Technology контролирует тайваньского производителя мониторов и телевизоров AOC International и нидерландского производителя телевизоров TP Vision. По состоянию на 2014 год продажи TPV Technology составляли почти 12 млрд долл., рыночная стоимость — 400 млн долл., в компании работало 33 тыс. человек.

## Деятельность
TPV Technology является крупнейшим в мире производителем компьютерных мониторов и четвёртым в мире производителем жидкокристаллических телевизоров (продаёт продукцию как под собственными брендами AOC и Envision, так и под брендами заказчиков). В 2009 и 2011 годах TPV Technology купила эксклюзивные права на продажу под маркой Philips мониторов в мире и телевизоров в Китае. В 2012 году TPV Technology и Philips создали в Амстердаме совместное предприятие TP Vision (70 % акций принадлежало гонконгской фирме, а 30 % — голландскому концерну), которое полностью взяло на себя производство и сбыт телевизоров под маркой Philips. В 2014 TPV Technology выкупила у Philips оставшиеся 30 % TP Vision, преобразовав компанию в дочернее подразделение.
Предприятия TPV Technology (включая AOC International и TP Vision) расположены в Китае (провинции Гуандун, Фуцзянь, Цзянсу, Чжэцзян, Шаньдун и Хубэй, город Пекин), на Тайване, в Бразилии, Мексике, Польше, Венгрии и России (Шушары).

### TPV в России
В 2011 году в поселке Шушары на арендованных у компании АКМ Logistic площадях (20 тыс. м2) TPV Technology открыла завод по крупноузловой сборке телевизоров из комплектующих, доставляемых из Китая и Польши. На заводе собираются телевизоры под брендами Philips, Doffler, Harper, Haier и Dexp. В 2016 году объём производства составлял 600 тыс. телевизоров. Две сборочные линии рассчитаны на выпуск 2 млн телевизоров в год.
В марте 2019 года стало известно, что завод TPV в Шушарах станет партнером Tmall (входит в AliExpress) по производству в России китайского бренда телевизоров Skyworth (шестое место в мире по продажам с долей 4,5 %). Локализация в России позволит Skyworth увеличить продажи; объем производства планируется на уровне 500 тыс. штук в год.
В 2024 году TPV Technology прекратила сборку телевизоров в России по причине санкционного давления со стороны регуляторов США и ЕС.